# Pietro Longhi
Pour les articles homonymes, voir Longhi.
Ne doit pas être confondu avec Pierre Longhi.
Pietro Falca, dit Pietro Longhi, né à Venise le 5 novembre 1701 où il est mort le 8 mai 1785, est un peintre vénitien. Il est surtout célèbre pour ses tableaux représentant la vie quotidienne de l'aristocratie vénitienne au XVIIIe siècle.

## Biographie

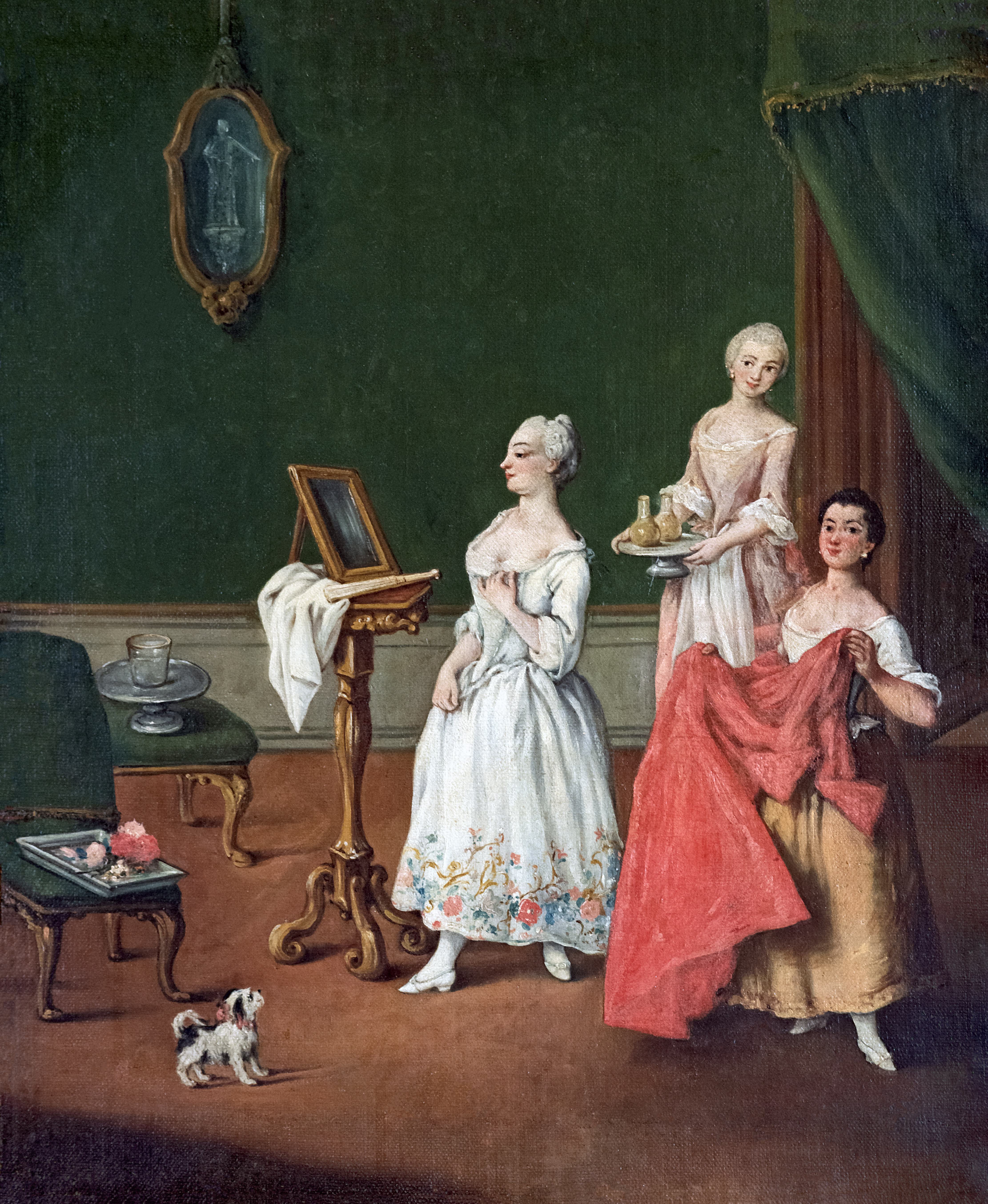
La Toilette, Venise, Ca' Rezzonico.

Fils aîné du fondeur d’argent et ciseleur Alessandro Falca et de son épouse Antonia, il étudie le dessin et le modelage avec son père et gardera un goût marqué pour les objets décoratifs (qui se retrouvent souvent dans ses tableaux). Il est en apprentissage chez le peintre véronais Antonio Balestra (1666-1740), spécialiste de la peinture historique, jusqu'à la fin de 1718. Il suit peut-être aussi une formation à Bologne avec Giuseppe Maria Crespi (1665-1747) qui, influencé par le travail des peintres hollandais, popularise en Italie la peinture de genre.
De retour à Venise en 1732, il prend, pour des raisons inconnues, le nom de Longhi, dont il signera ses œuvres. Il épouse Catarina Maria Rizzi, avec qui il aura 11 enfants dont trois seulement survivront : son fils aîné, Alessandro, né en 1732, qui suivra les traces de son père et deviendra portraitiste, Maddalena Anna, née en 1738, et Antonia Lucia, née en 1741.
Dans les années 1720 et 1730, Longhi reçoit un certain nombre de commandes publiques pour de grands tableaux religieux à Venise et jusqu’en 1734, il travaille comme « peintre de l’histoire ». Son premier travail connu est, en 1732, un Supplice de saint Pélegrin, réalisé pour l'église San Pellegrino. Ses fresques, achevées en 1734, illustrant la chute des géants au-dessus de l'escalier principal de la Ca' Sagredo à Venise, révèlent une influence bolonaise mais également un talent limité pour la peinture d'histoire à grande échelle. C'est peut-être la désastreuse réception de cette commande qui l'amena vers des peintures de genre de petit format, illustrant la vie contemporaine des élites vénitiennes, domaine où il va vite exceller.
En 1737, Longhi est élu membre de la Fraglia, la guilde vénitienne des peintres, dans laquelle il resta actif jusqu'en 1773, nouant un vaste réseau relationnel (Guardi). En 1740, il s'établit dans la paroisse de San Pantalon, où il résidera toute sa vie. Il fut l'un des membres fondateurs de l'académie locale de dessin et de gravure en 1756 où il enseigne le dessin jusqu'en 1780. Il dessine beaucoup, souvent pour son plaisir. De 1763 à1766, il est également directeur d'une académie privée fondée par la famille Pisani. 

## Œuvre
Pietro Longhi est surtout célèbre pour avoir introduit à Venise la peinture de genre, appliquant les enseignements de son maître Crespi à la haute société du Settecento. Qu'elles représentent riches ou pauvres, ses scènes, jamais tragiques, sont empreintes d'une tendre ironie. 
Ses premières œuvres de genre identifiables consistent en des motifs pastoraux et des intérieurs paysans sur de petites toiles qui semblent dater du milieu des années 1730. Les paysans et les bergers sont représentés dans des attitudes de complicité tendre et festive, comme dans la Polenta (1740). Par leur traitement, leur sujet et leurs détails naturalistes, ces œuvres doivent beaucoup à la peinture rustique et au nord de l’Italie et de la Bologne, en particulier au travail de Giuseppe Maria Crespi.  

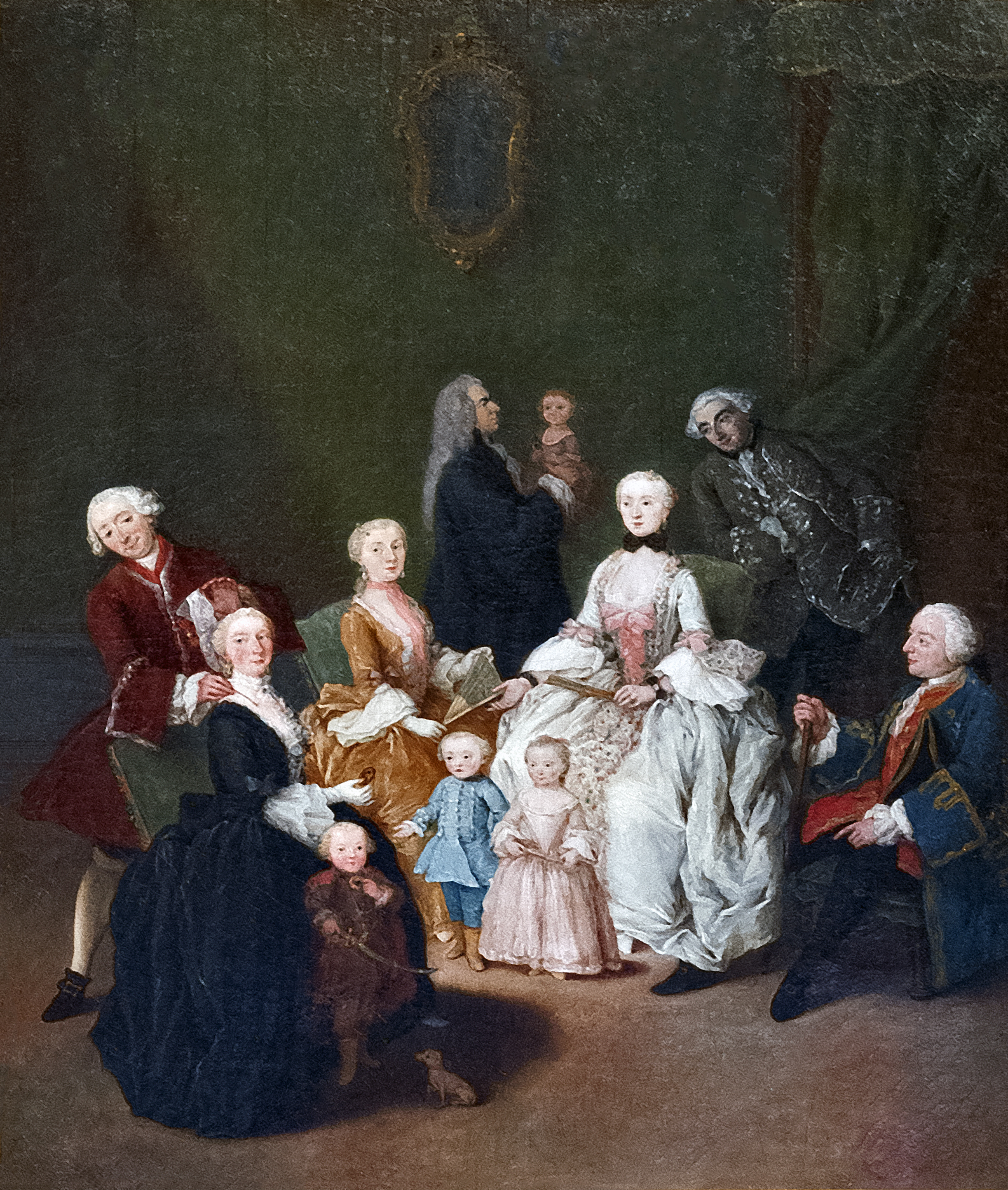
La Famille patricienne (1755), Venise, Ca' Rezzonico.

Vers la fin des années 1740, Longhi s’intéresse également à la vie au sein des riches palazzi de Venise, qui deviendra le motif principal de son œuvre (La famille patricienne, 1752). Pour décrire ce monde privé, il utilise une technique très délicate, construite sur des mélanges de couleurs tendres, travaillée avec des touches de pinceau minuscules qui améliorent le rendement des tissus travaillés. Il élabore ses compositions avec un soin méticuleux et réalise de nombreux dessins pour les personnages et autres détails de ses peintures. Sans effort apparent, il a capturé les gestes et les traits de ses sujets à la craie noire ou au crayon, rehaussés de craie blanche sur du papier de couleur, technique traditionnelle à Venise. 
Il y connaît un succès extraordinaire, comme en témoignent les noms de ses patrons aristocratiques : Sagredo, Mocenigo, Grimani, Querini et Pisani. S'il a parfois peint, pour de probables raisons commerciales, plus d'une version de ses propres compositions, ses œuvres ont souvent été dupliquées par des élèves et des adeptes. Du fait de son succès, l'œuvre de Longhi a beaucoup voyagé. Elle est aujourd'hui surtout visible dans les grands musées européens et nord-américains. Les seules œuvres de Longhi  demeurées à Venise sont les "séries" entières de la Ca' Rezzonico et du palais Querini-Stamplia (série des Sept sacrements). 
En première analyse, le mérite principal de la peinture de Longhi est sa valeur documentaire. Plusieurs tableaux représentent des épisodes de la vie quotidienne à Venise, de l'Arracheur de dents (1746) aux diverses versions du Rhinocéros, un animal ramené d'Inde par le capitaine hollandais Douwe Mout van der Meere et exposé dans toute l'Europe au début des années 1740, en passant par les toiles consacrées au carnaval vénitien (nombreux personnages masqués par la bauta) ou aux lieux de plaisir de la République comme les cercles de jeux (Le Ridotto). De nombreux tableaux représentent les journées de l'aristocratie vénitienne.  
Témoin des fastes privés de la République finissante, Longhi, dont le fils fera le portrait de Casanova,  illustre ainsi le goût du XVIIIe siècle pour la vie quotidienne et la réalité. Il a pu, de ce point de vue, s'inspirer de ses contemporains anglais, notamment William Hogarth (1698-1764) et français, Antoine Watteau (1684-1721) ou Jean Siméon Chardin (1699-1779), connu par l’intermédiaire du graveur français Charles-Joseph Flipart (1721-1797) qui travailla à Venise entre 1737 et 1750. Il peut ainsi être considéré comme le versant intérieur des vues de Venise réalisées par ses contemporains Canaletto ou Guardi. Longhi dépeint un monde élégant, raffiné, où les personnages évoluent dans de somptueux costumes et des intérieurs élégants. La bonne humeur de l'ensemble a pu lui faire encourir un procès en naïveté.  
Mais, si elle a une valeur photographique, l'œuvre de Longhi n'est peut-être pas dénuée de profondeur morale. Fidèle à l'héritage de la peinture  de genre hollandaise, Longhi a sans doute aussi l'intention de moquer, finement pour ne pas s'aliéner ses clients, la vacuité des vies aristocratiques (Dame à sa toilette). Ses personnages ont souvent, par la monotonie de leurs visages, une allure de mannequin. Cette uniformité est sans doute un choix du peintre dont on connaît par ailleurs les talents de portraitiste (Portrait de Mathilde Querini Da Ponte, 1772). "Molière de la peinture" (André Chastel), son travail se rapproche donc de celui d'autres rénovateurs de la société vénitienne comme Gaspare Gozzi et Carlo Goldoni. Ce dernier lui dédie le fameux sonnet « Longhi, qui appelle ma sœur Muse / Avec un pinceau qui cherche la vérité». Goldoni reconnaît ainsi clairement leur intérêt commun pour la représentation pointue, mais aussi ironique, de la vie quotidienne.

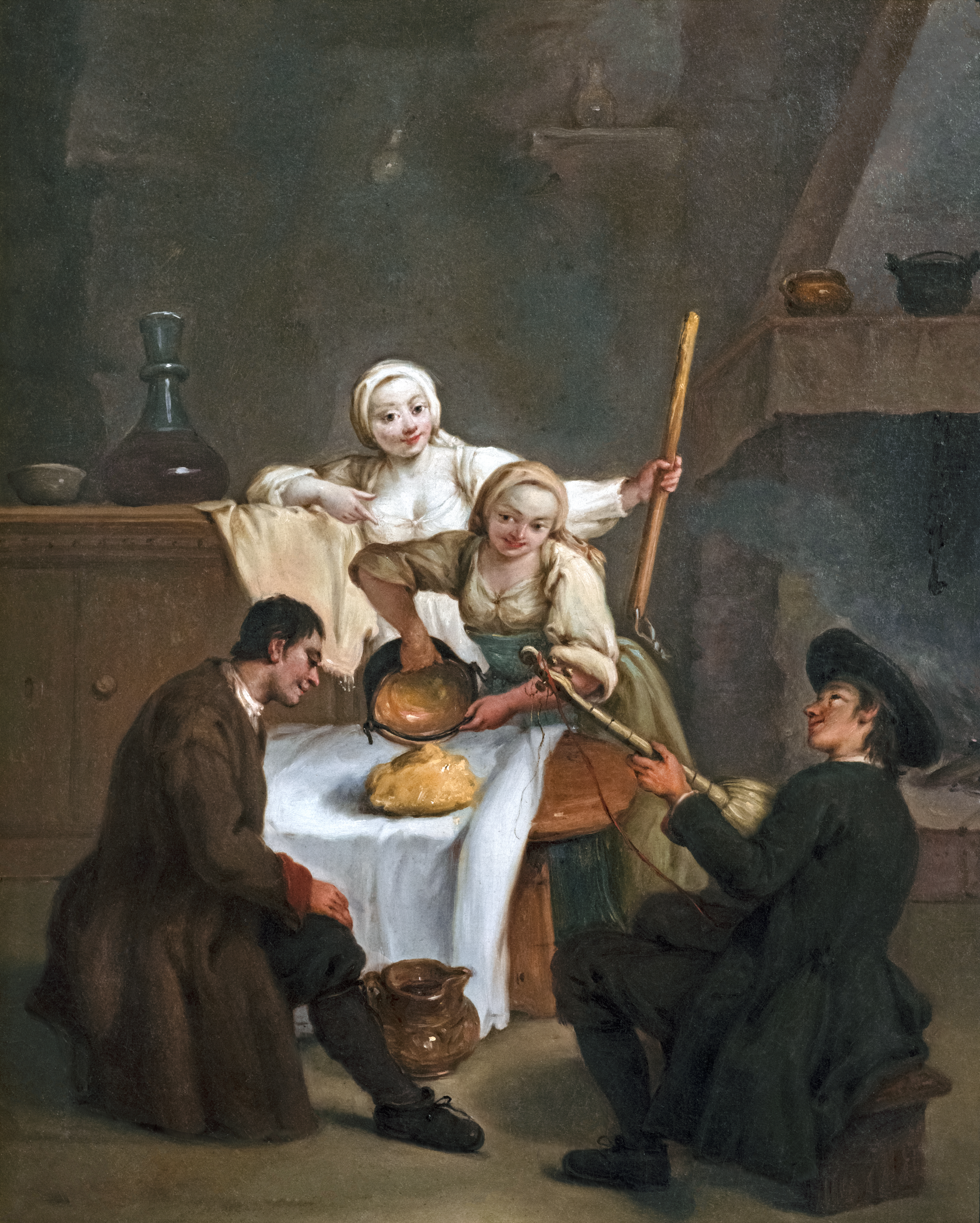
La Polenta, (1740), Venise, Ca' Rezzonico.

## Œuvres de Pietro Longhi
- Saint Pélerin condamné à mort, 1730-1732 (Venise)
- Adoration des mages, 1730-1732 (Venise, Scuola de saint Jean l'Evangéliste)
- Chute des géants, 1734 (Venise, Ca'Segredo)
- La Bergère séduite, 1740 (Bassano, Museo civico)
- Portrait de berger, 1740 (Bassano)
- La Polenta, 1740 (Venise, Ca' Rezzonico)
- Le Couple joyeux, 1740 (Venise, Ca' Rezzonico)
- Le Gentilhomme indiscret, 1740 (Tokyo, Musée national de l'art occidental)
- La Leçon de musique, 1740-1745 (San Francisco, Legion of Honor Museum)
- Le Concert, 1741 (Venise, Gallerie dell'Accademia)
- La Leçon de danse, 1741 (Venise, Gallerie dell'Accademia )
- La Toilette de la dame, 1741 (Venise, Gallerie dell'Accademia )
- Le Tailleur, 1742-1743, (Venise, Gallerie dell'Accademia)
- La Présentation, 1741 (Paris, Musée du Louvre)
- Le Peintre dans son atelier, 1741-1744 (Los Angeles, Getty Museum)
- Le Peintre dans son atelier, 1741-1744 (Venise, Ca' Rezzonico)
- Fesques de la chapelle de la Madonna Del Loreto, 1744 (Venise)
- Le Malaise, 1744 (Washington, National Gallery of Art)
- Le Jeu de la marmite, 1744 (Washington, National Gallery of Art)
- L’Arracheur de dents, 1746 (Milan, Pinacothèque de Brera)
- La Visite, 1746 (New York, Metropolitan Museum)
- La Tentation, 1746 (New York, Metropolitan Museum)
- La Lettre, 1746 (New York, Metropolitan Museum)
- La Rencontre, 1746 (New York, Metropolitan Museum)
- Un gentilhomme baisant la main d'une dame, 1746 (Londres, National Gallery)
- Une dame à sa toilette, vers 1748 (Chicago, Art Institute)
- Le Charlatan, c. 1750 (Toulouse, Fondation Bemberg)
- La Fileuse, 1750, (Venise, Ca' Rezzonico)
- Le Concert en famille, 1750 (Milan, Pinacothèque de Brera)
- Un intérieur avec trois dames et un homme assis, 1750 (Londres, National Gallery)

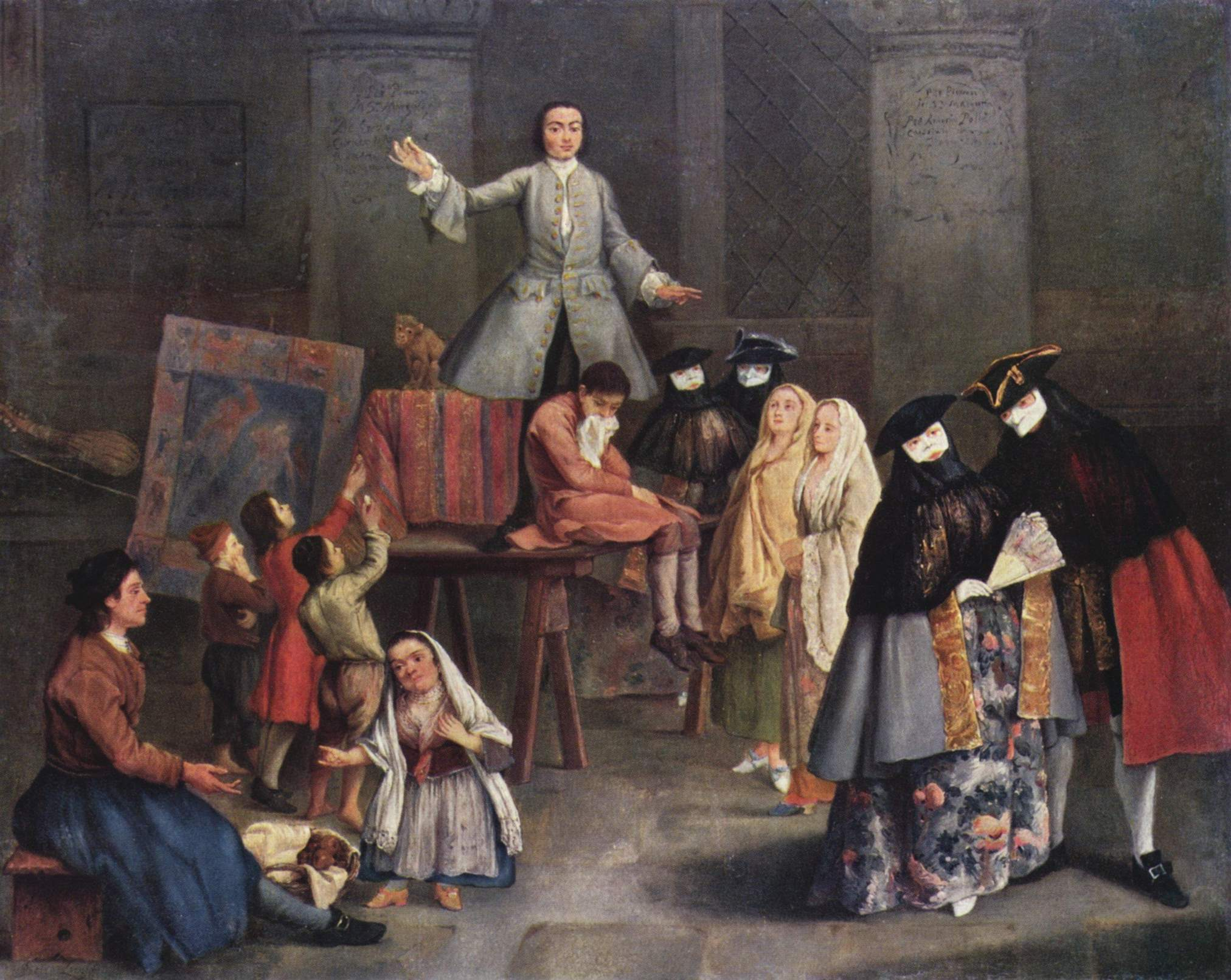
L’Arracheur de dents, 1746, Milan, Pinacothèque de Brera.

- La Marchande de Beignets, 1750 (Venise, Ca' Rezzonico)
- La Tentation, 1750 (Hartford, Wadsworth Atheneum)
- La Confession, 1750 (Florence, Musée des Offices)
- La Forlane, 1750 (Chicago, Art Institute)
- La Conversation, 1750-1756 (Stanford University, Cantor Arts Center)
- Le Rhinocéros, 1751 (Venise, Ca' Rezzonico)
- Le Rhinocéros, 1751 (Londres, National Gallery)
- La Lettre du Maure, 1751 (Venise, Ca' Rezzonico)
- Le Pharmacien , 1752 (Venise, Gallerie dell'Accademia)
- La Leçon de géographie, 1752 (Venise, Querini Stampalia)
- Le Devin, 1752 (Venise, Ca' Rezzonico)
- La Famille Sagredo, 1752 (Venise, Pinacothèque Querini Stampalia)
- Scène de théâtre, 1752 (Saint-Pétersbourg, Musée de l'Ermitage)
- Portrait d'une famille vénitienne avec servante servant du café, 1752 (Amsterdam, Rijksmuseum)
- Repas à la maison, 1753 (Providence, Rhode Island School of Design Museum)
- Soirée masquée dans une cour (Saint Louis, St Louis Art Museum)
- La Famille patricienne, 1755 (Venise, Ca' Rezzonico)
- Le Baptême, 1755 (Venise, Pinacothèque Querini Stampalia)
- Le Mariage, 1755 (Venise, Pinacothèque Querini Stampalia)
- Le Chatouillement, 1755 (Madrid, Musée Thyssen-Bornemisza)
- La Diseuse de bonne aventure, 1756 (Londres, National Gallery)

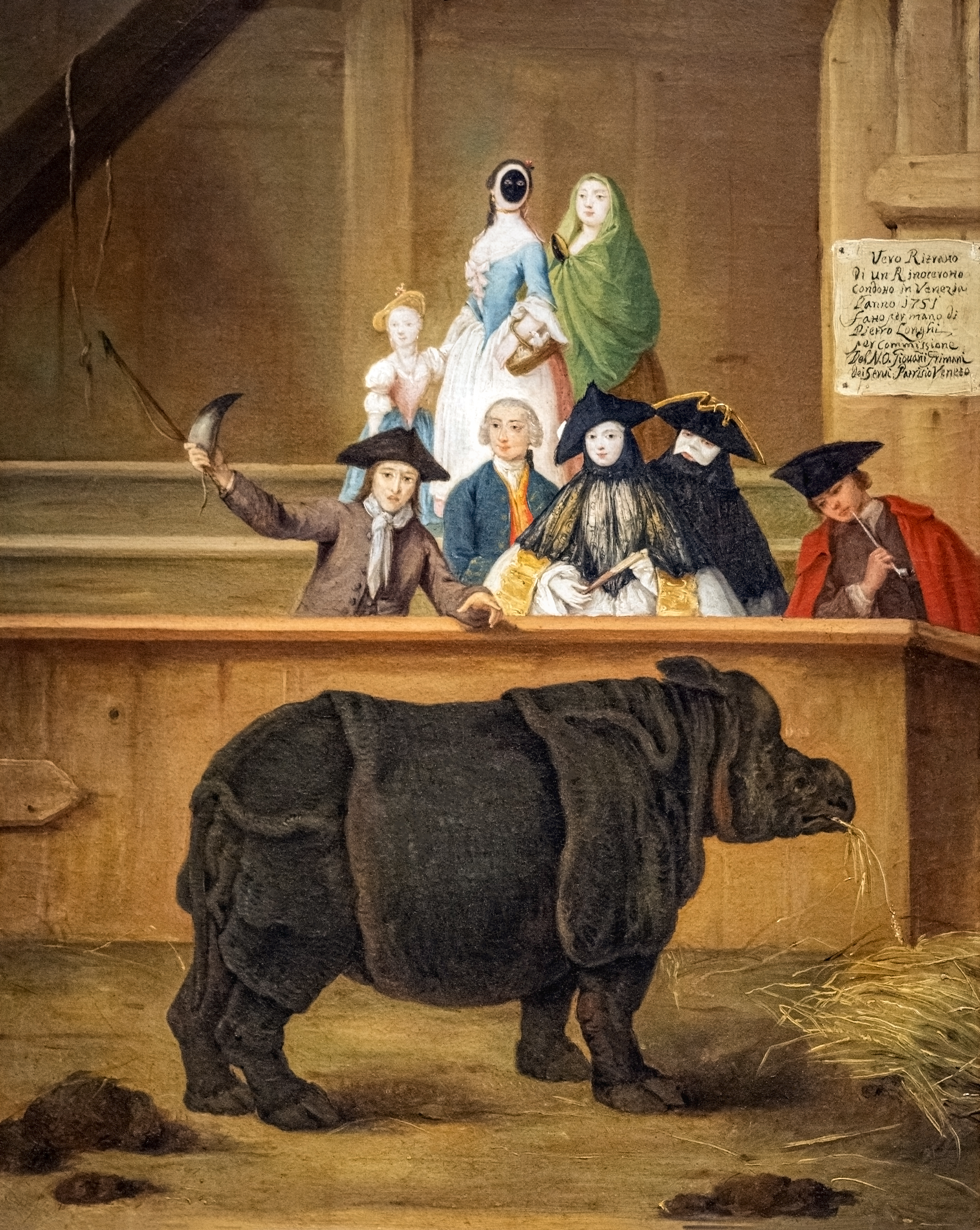
Le Rhinocéros (1751), Venise, Ca' Rezzonico. On y distingue aussi une femme avec un moretta

- Le Charlatan, 1756 (Venise, Ca' Rezzonico)
- La Chasse dans la Lagune, 1760 (Venise, Pinacothèque Querini Stampalia)
- Le Concert, c.1760 (San Francisco, Legion of Honor Museum)
- La Leçon de musique, 1760 (Baltimore, Walters Art Museum)
- Artiste dessinant une compagnie élégante, 1761 (Los Angeles, Norton Simon Museum)
- Les Moines, 1761 (Venise, Pinacothèque Querini Stampalia)
- La Baraque du lion, 1762 (Venise, Pinacothèque Querini Stampalia)
- Le Philosophe Pythagoras, 1762 (Venise, musée de l'Académie)
- Portrait de Francesco Guardi, 1764 (Venise, Ca' Rezzonico)
- La Préparation des fusils, 1765-1770 (Venise, Pinacothèque Querini Stampalia)
- L’Affût en barque, 1765-1770 (Venise, Pinacothèque Querini Stampalia)
- L'Arrivée du Seigneur, 1770 (Venise, Pinacoteca Querini Stampalia)
- Portrait de Matilde Querini da Ponte, 1772 (Paris, musée du Louvre)
- Portrait de l’évêque Benedetto Ganassoni, 1774 (Venise, Cà Rezzonico)
- L’Éléphant, 1774 (Londres, Vente Sotheby's 2013, collection privée,)
- L’Éléphant, 1774 (Vicence, Banco Ambrosiano Veneto)
- L’Éléphant, 1774 (Paris, collection privée)
- L’Éléphant, 1774 (Gorizia, collection privée)
- L'Éléphant, 1774 (Houston, musée des Beaux-Arts)
- Le Chocolat du matin, 1775-1780 (Venise, Cà Rezzonico)
- La Famille Michiel, 1780 (Venise, Pinacoteca Querini Stampalia)